# Вилер (Тексас)
Вилер (енгл. Wheeler) град је у америчкој савезној држави Тексас. Налази се у округу Вилер, чије је седиште. По попису становништва из 2010. у њему је живело 1.592 становника.

## Демографија
Према попису становништва из 2010. у граду је живело 1.592 становника, што је 214 (15,5%) становника више него 2000. године.
| Група             | 2000.         | 2010.       |
| Белци             | 1.094 (79,4%) | 892 (56,0%) |
| Афроамериканци    | 25 (1,8%)     | 9 (0,6%)    |
| Азијати           | 2 (0,1%)      | 7 (0,4%)    |
| Хиспаноамериканци | 249 (18,1%)   | 665 (41,8%) |
| Укупно            | 1.378         | 1.592       |